# Сёрум, Билли
Би́лли Сёрум (норв. Billie Sørum, урожд. Би́лли Ше́рпен, норв. Billie Skjerpen; род. 13 августа 1948, Саннвика) — норвежская кёрлингистка и тренер по кёрлингу.
В составе женской сборной Норвегии участник трёх чемпионатов мира (лучший результат — четвёртое место в 1987) и 1988 и трёх чемпионатах Европы (стали серебряными призёрами в 1991 и бронзовыми в 1992). Трёхкратная чемпионка Норвегии среди женщин.
Играла на позиции первого.

## Достижения
- Чемпионат Европы по кёрлингу: серебро (1991), бронза (1992).
- Чемпионат Норвегии по кёрлингу среди женщин: золото (1986, 1987, 1988)[4][5].

## Команды
| Сезон   | Четвёртый        | Третий        | Второй           | Первый       | Турниры                      |
| ------- | ---------------- | ------------- | ---------------- | ------------ | ---------------------------- |
| 1984—85 | Анне Йотун Бакке | Хильде Йотун  | Rikke Ramsfjell  | Билли Шерпен | ЧЕ 1984 (9 место)            |
| 1985—86 | Анне Йотун Бакке | Хильде Йотун  | Трина Трульсен   | Билли Шерпен | ЧНЖ 1986 · ЧМ 1986 (5 место) |
| 1986—87 | Анне Йотун Бакке | Хильде Йотун  | Ингвилль Гитмарк | Билли Сёрум  | ЧНЖ 1987 · ЧМ 1987 (4 место) |
| 1987—88 | Анне Йотун Бакке | Хильде Йотун  | Ингвилль Гитмарк | Билли Сёрум  | ЧНЖ 1988 · ЧМ 1988 (4 место) |
| 1991—92 | Трина Трульсен   | Эллен Гитмарк | Ингвилль Гитмарк | Билли Сёрум  | ЧЕ 1991                      |
| 1992—93 | Трина Трульсен   | Эллен Гитмарк | Ингвилль Гитмарк | Билли Сёрум  | ЧЕ 1992                      |

(скипы выделены полужирным шрифтом)